# Sant Mateu (Castellón)
Sant Mateu (span. San Mateo) ist eine Gemeinde der Provinz Castelló (Castellón) in der autonomen Valencianischen Gemeinschaft, Spanien. Sie liegt in der Comarca Baix Maestrat (Bajo Maestrazgo) im Norden der Region. Sie ist heute der Hauptort im Inneren des Unteren Maestrat, im Mittelalter war sie sogar der Hauptort des gesamten Maestrat (Maestrazgo).
Der Ort liegt in einem weiten Tal, das durch die Landwirtschaft, insbesondere Oliven geprägt ist und an dessen Rändern sich die Berge bis auf etwa 800 m erheben. Es gibt einige mittelständische Unternehmen, unter anderem der Möbelindustrie.

## Geschichte

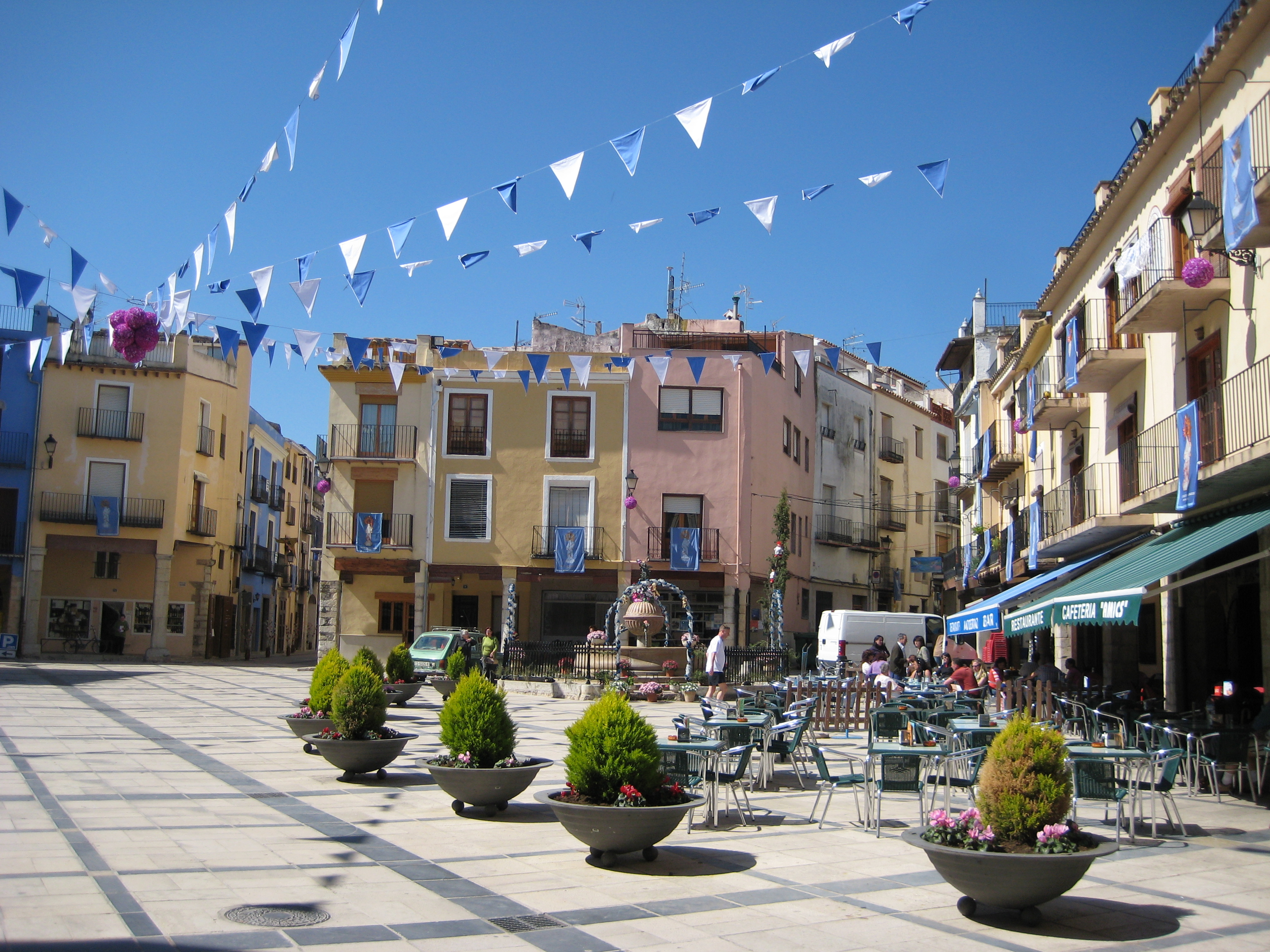
Hauptplatz Plaça Major

Sant Mateu liegt an der römischen Via Augusta und Funde aus der Römerzeit deuten darauf hin, dass es an dieser Stelle seinerzeit schon eine Besiedlung gab. Noch vor der Reconquista fand Sant Mateu im Jahre 1195 als Sancto Matheo erstmals schriftliche Erwähnung. Der Ort wurde von Jakob I. erobert und zunächst den Johannitern übergeben. Anfang des 14. Jahrhunderts war Sant Mateu, das seit dem Krönungsjahr Jakob II. im Jahr 1319 zum Gebiet des Orden von Montesa gehörte, zeitweise die Heimat von Katharern.
In der Zeit des Montesaordens erlebte der Ort eine erste Blüte. Er wurde ein Sitz des Ordens und Hauptort ihres Herrschaftsbereiches, des Maestrat und man exportierte Wolle als Hauptexportartikel bis in die Toskana. Sant Mateu wurde Veranstaltungsort mehrerer Versammlungen der Generalstände des Königreiches Valencia und wurde mehrfach von berühmten Personen ihrer Zeit besucht. Hierzu zählten der dominikanische Heilige Vinzenz Ferrer, der Gegenpapst Benedikt XII., im Volksmund „Papa Luna“ genannt, und König Philipp II. von Spanien. Die bedeutendste Begebenheit in Sant Mateu war der in der Erzpriesterkirche Sant Mateus am 15. August 1429 verkündete Verzicht Clemens’ VIII., des Nachfolgers von „Papa Luna“, auf den Heiligen Stuhl, eine Voraussetzung zur Überwindung des abendländischen Schismas.
Die Ordensherrschaft endete 1587 und Sant Mateu war fortan direkt der Spanischen Krone in Person von König Philipp II unterstellt. Unter den Habsburgern erhielt die Region, wie allgemein üblich, eine gewisse Autonomie, die Herrscher ernannten hierzu bis 1784 Generalbevollmächtigte für den Maestrazgo/Maestrat. Die auf die Habsburger folgende Dynastie der Bourbonen, in der Zeit des Erbfolgekrieges gab es auch in Sant Mateu Gefechte, setzte jedoch im Laufe des 18. Jahrhunderts mehr und mehr auf die ihnen aus Frankreich bekannte Zentralisierung des Staates, was auch zur Abschaffung dieses Amtes führte. Zwischen 1810 und 1813 war der Ort von französischen Truppen besetzt und im Ersten Karlistenkrieg kam es größeren Zerstörungen.

## Sehenswürdigkeiten

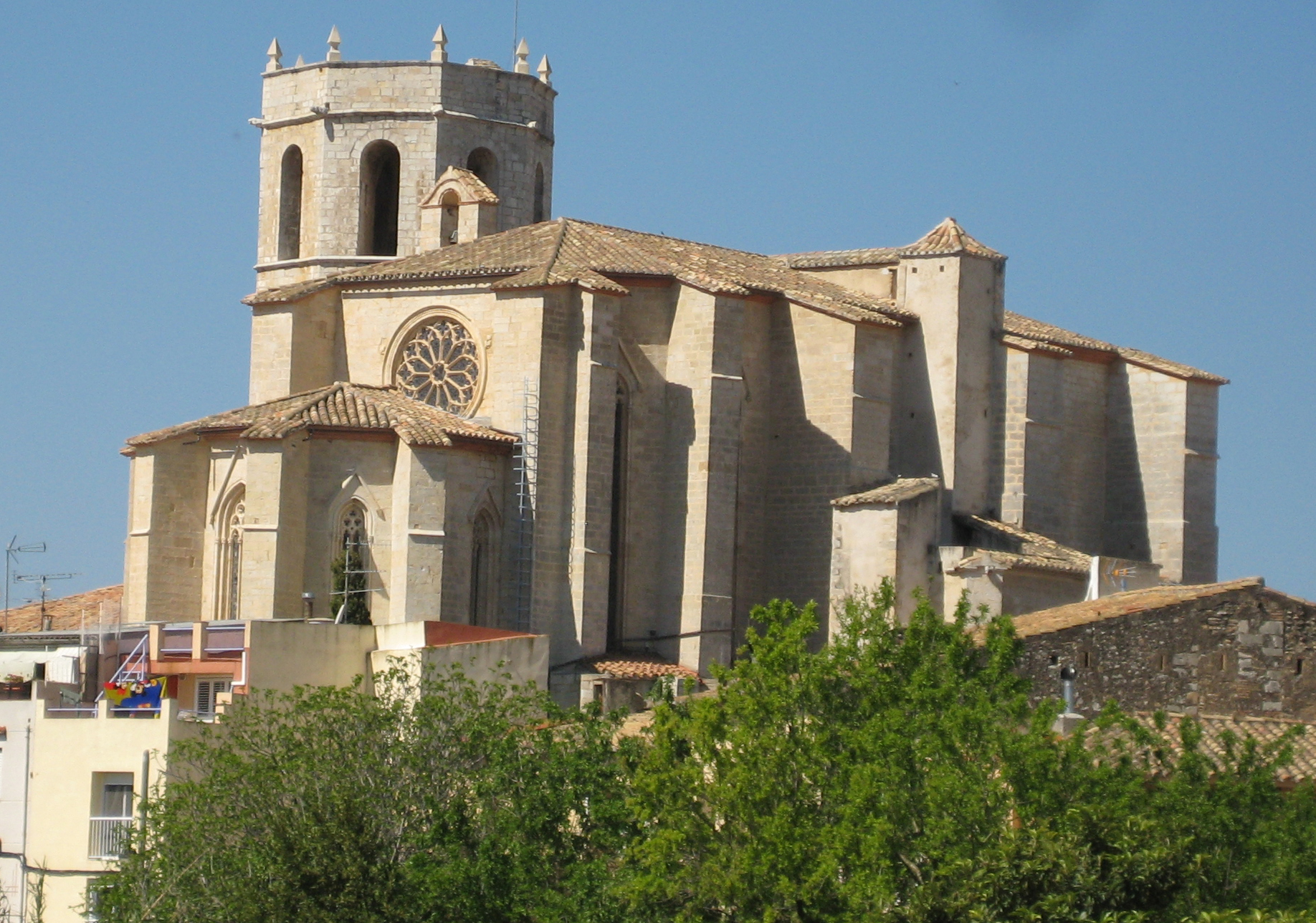
Erzpriesterkirche Església Arxiprestal

Neben einigen weiteren religiösen und profanen, größtenteils bis in das Mittelalter zurückreichenden Bauwerken ist die Erzpriesterkirche nicht zuletzt wegen ihrer historischen Bedeutung (siehe Abschnitt Geschichte) die architektonische Hauptsehenswürdigkeit Sant Mateus.
Für Naturfreunde hat die Verwaltung vier Rundwanderwege unterschiedlicher Länge und Schwierigkeitsgrade ausgeschildert, einer von ihnen ist die Route der tausendjährigen Olivenbäume und die oben erwähnte Fernroute Via Augusta dient heute als Wirtschaftsweg und kann zu Fuß oder mit dem Rad erkundet werden. Auf dem Territorium der kleinen Nachbargemeinde Tirig befinden sich am Rande der Schlucht Valltorta prähistorische Felszeichnungen inklusive eines Museums.
Die wichtigsten Feierlichkeiten im jährlichen Kalender sind die Karwoche mit ihren Prozessionen und die Patronatsfeiern in der zweiten Augusthälfte.

## Persönlichkeiten
- Sergio Aragonés (* 1937), Cartoonist

## Trivia
Der Film El Olivo – Der Olivenbaum wurde teilweise in Sant Mateu und seinem Umland gedreht.